# Романово (Романовский район)
Рома́ново — село в Алтайском крае, административный центр Романовского района. Названо в 1913 году в честь императорской семьи Романовых. Население — 5109 человек (2021).

## География
Расположено в 220 км к юго-западу от Барнаула. До ближайшей железнодорожной станции Гилёвка 55 км.

## История
Село основано в 1887 году выходцами из Курской и Харьковской губерний.
В начале XX века на месте Романово было два посёлка — Чудские Пруды и Абрамовская Дубрава. В 1886 году в засёлок Чудские Пруды переселилась группа выходцев из украинского села Атюша, более 150 человек. 
К празднованию 300-летия дома Романовых в 1913 году в благодарность за строительство храма жители ходатайствовали за переименование их объединённого поселения в Романово: «повергнуть к стопам Их Императорских Величеств Государя Императора Николая Александровича и Государыни Императрицы Александры Федоровны верноподданнические чувства глубокой благодарности за Всемилостивейше пожалованные средства на постройку в селениях храма». Император собственноручно написал на прошении: «Прочёл с удовольствием и согласен».

## Население
| 1926  | 1959  | 1970  | 1979  | 1989  | 1997  | 1998  | 1999  | 2000  |
| ----- | ----- | ----- | ----- | ----- | ----- | ----- | ----- | ----- |
| 3818  | ↗4682 | ↘4202 | ↗4913 | ↗6174 | ↗6474 | ↗6521 | ↘6463 | ↘6347 |
| 2001  | 2002  | 2003  | 2004  | 2005  | 2006  | 2007  | 2008  | 2009  |
| ↘6236 | ↗6243 | ↘6175 | ↘6101 | ↗6105 | ↘5998 | ↘5847 | ↗5979 | ↘5967 |
| 2010  | 2011  | 2012  | 2013  | 2014  | 2015  | 2016  | 2017  | 2018  |
| ↘5624 | ↘5615 | ↘5570 | ↘5537 | ↘5454 | ↘5405 | ↘5325 | ↘5281 | ↘5214 |
| 2019  | 2020  | 2021  |       |       |       |       |       |       |
| ↗5225 | ↘5173 | ↘5109 |       |       |       |       |       |       |

## Экономика
В селе находятся маслосырзавод, бытовые, строительные предприятия, школы, детсады и ясли, медицинские учреждения, спортсооружения, хлебокомбинаты, частные фермы, продуктовые кооперативы, туристические базы, базы отдыха, фотоателье, автомастерские, заброшенный кинотеатр, музей основания села Романово, филиал Ребрихинского лицея, продуктовые и хозяйственные магазины, библиотеки и плавательный бассейн.

## Известные люди, связанные с селом
- Матвеенко, Сергей Леонидович — бард.
- Назарчук, Александр Григорьевич — министр сельского хозяйства РФ в 1994—1996 годах.
- Лукашов, Александр Васильевич — министр транспорта и коммуникаций Республики Беларусь в 1994—2001 годах.
- Двойнос, Степан Кузьмич (1923—1992) — советский и российский художник, педагог.

## Галерея

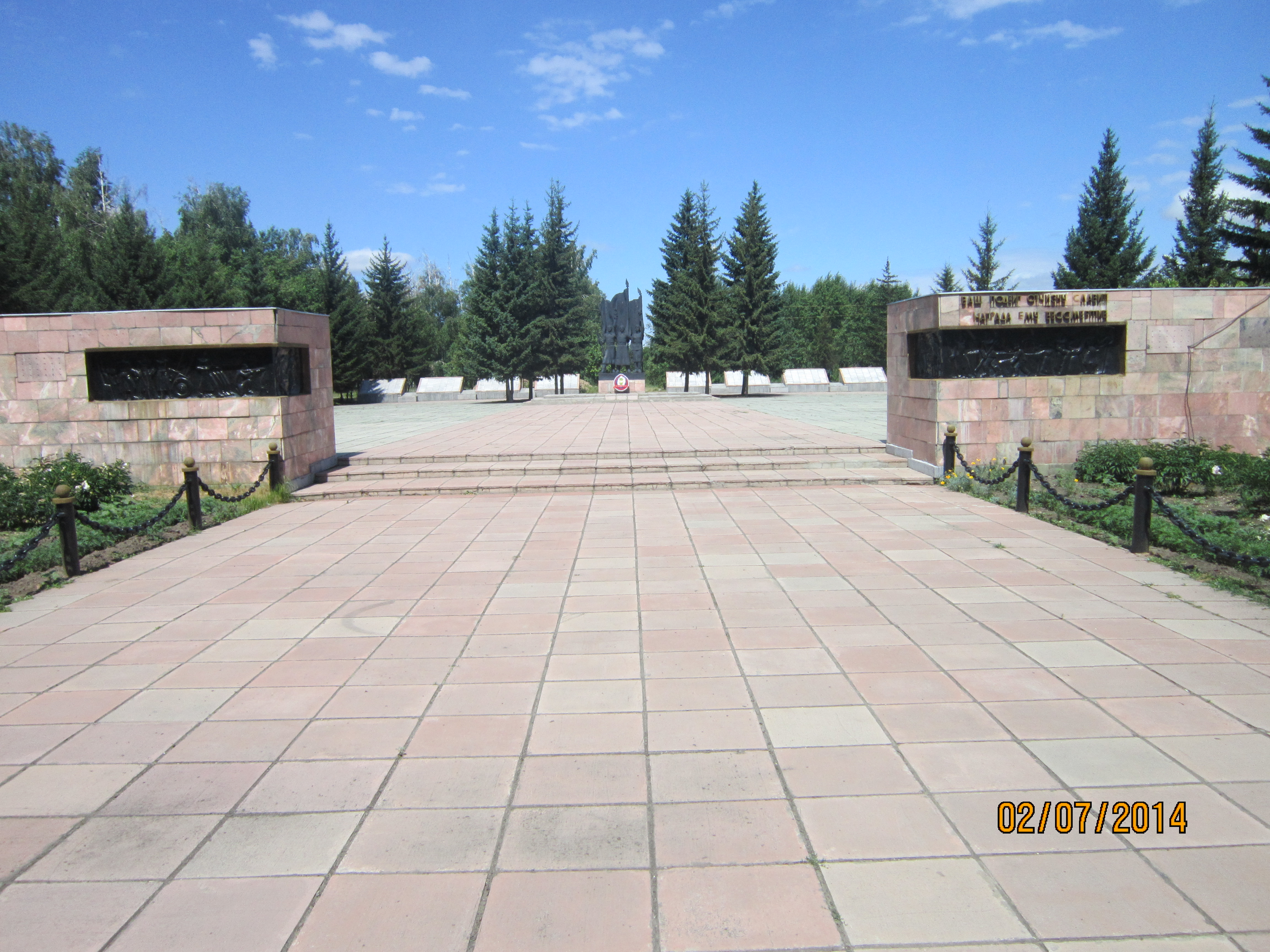
Мемориал павшим в Великой Отечественной войне.
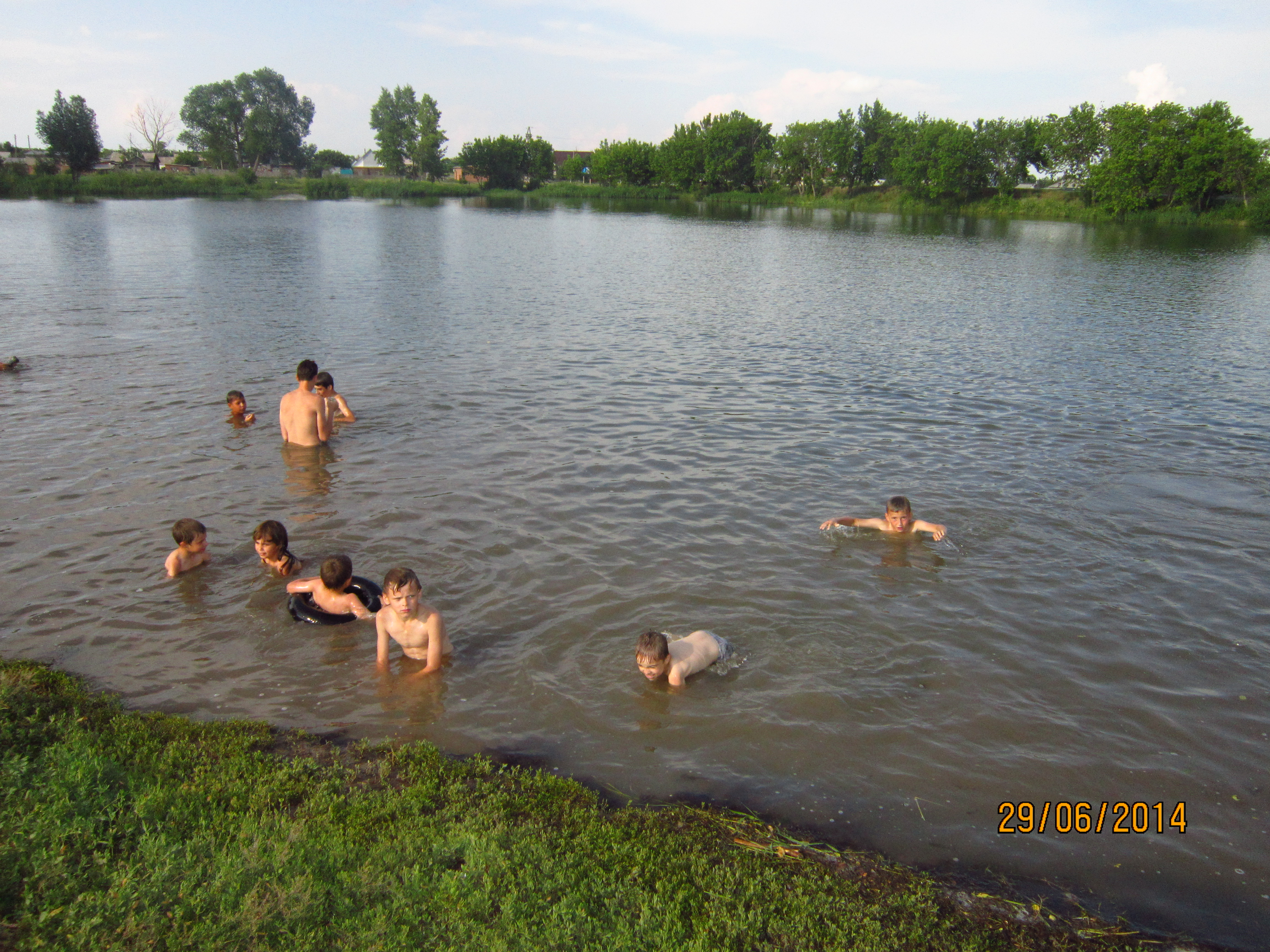
Пруд в селе Романово.
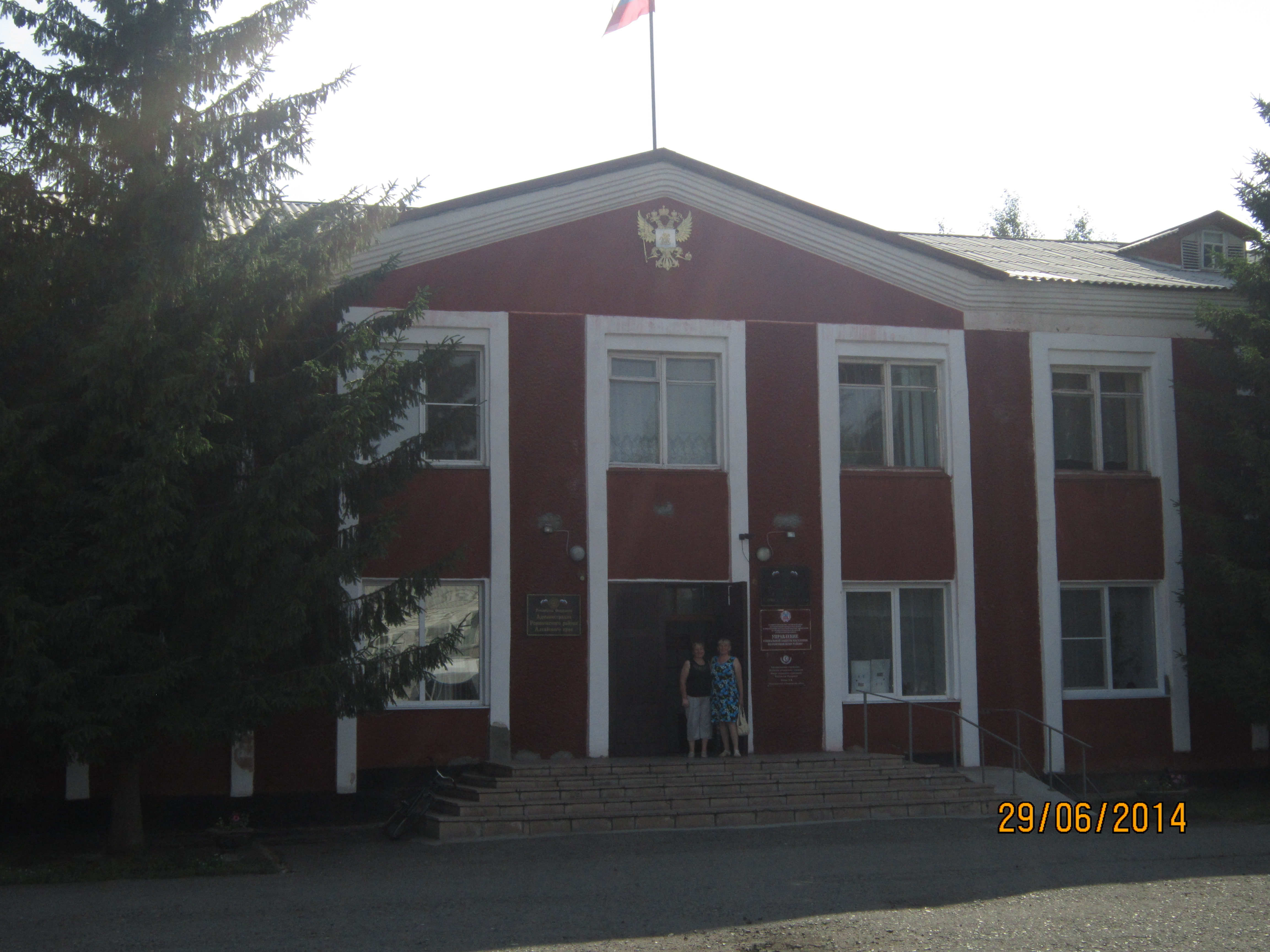
Здание администрации Романовского района.
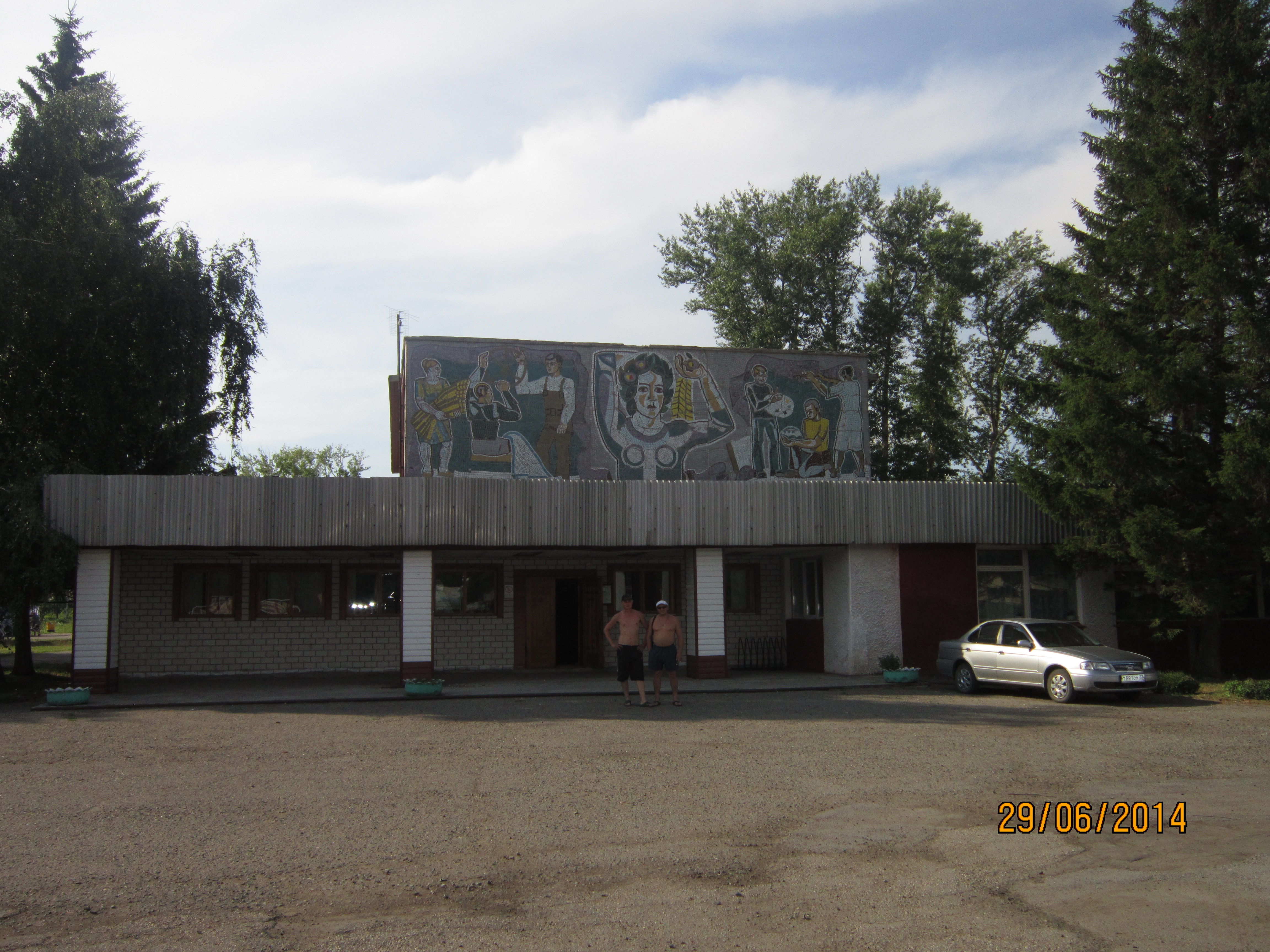
Дом культуры.
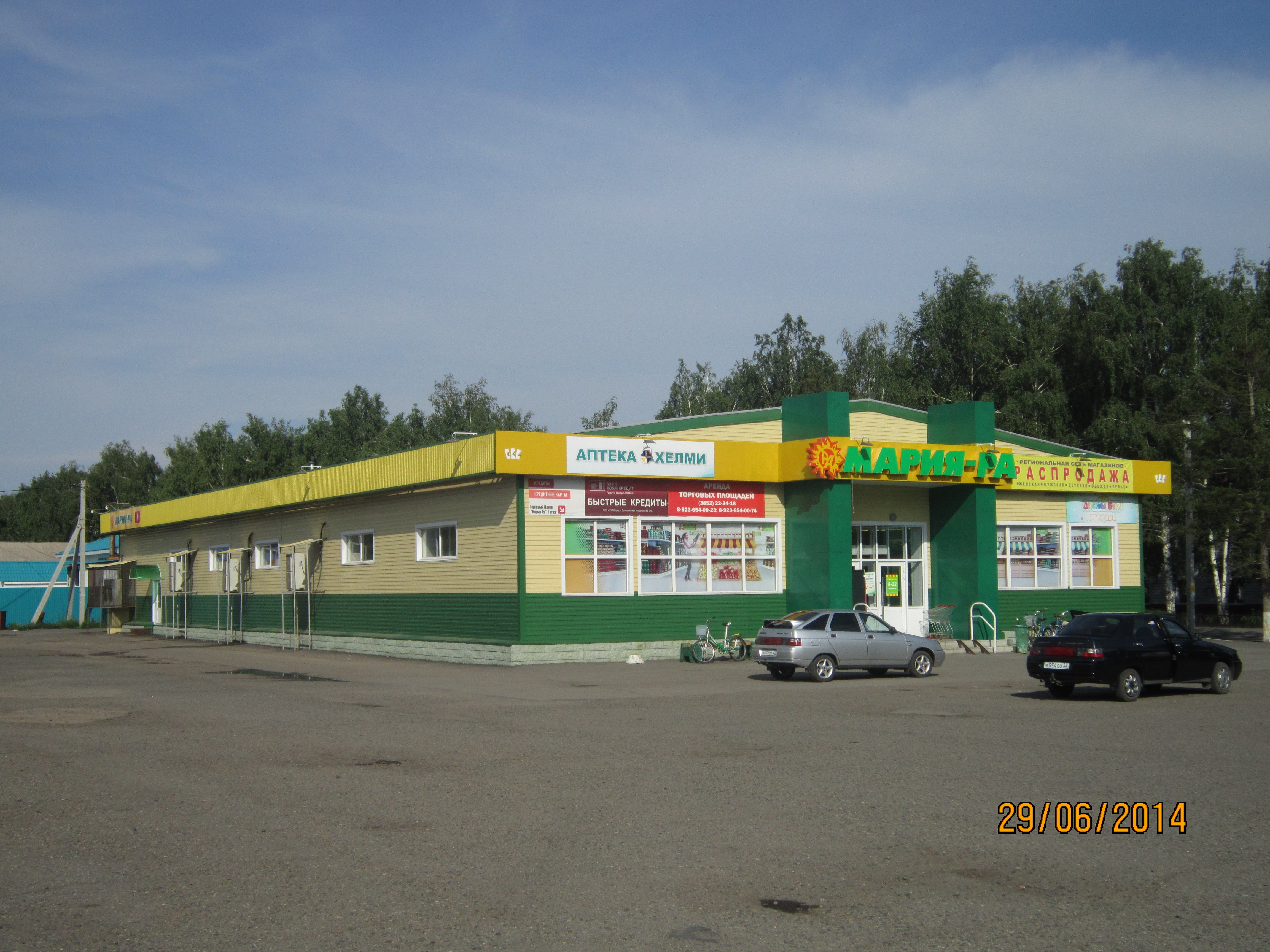
Магазин Мария-РА.
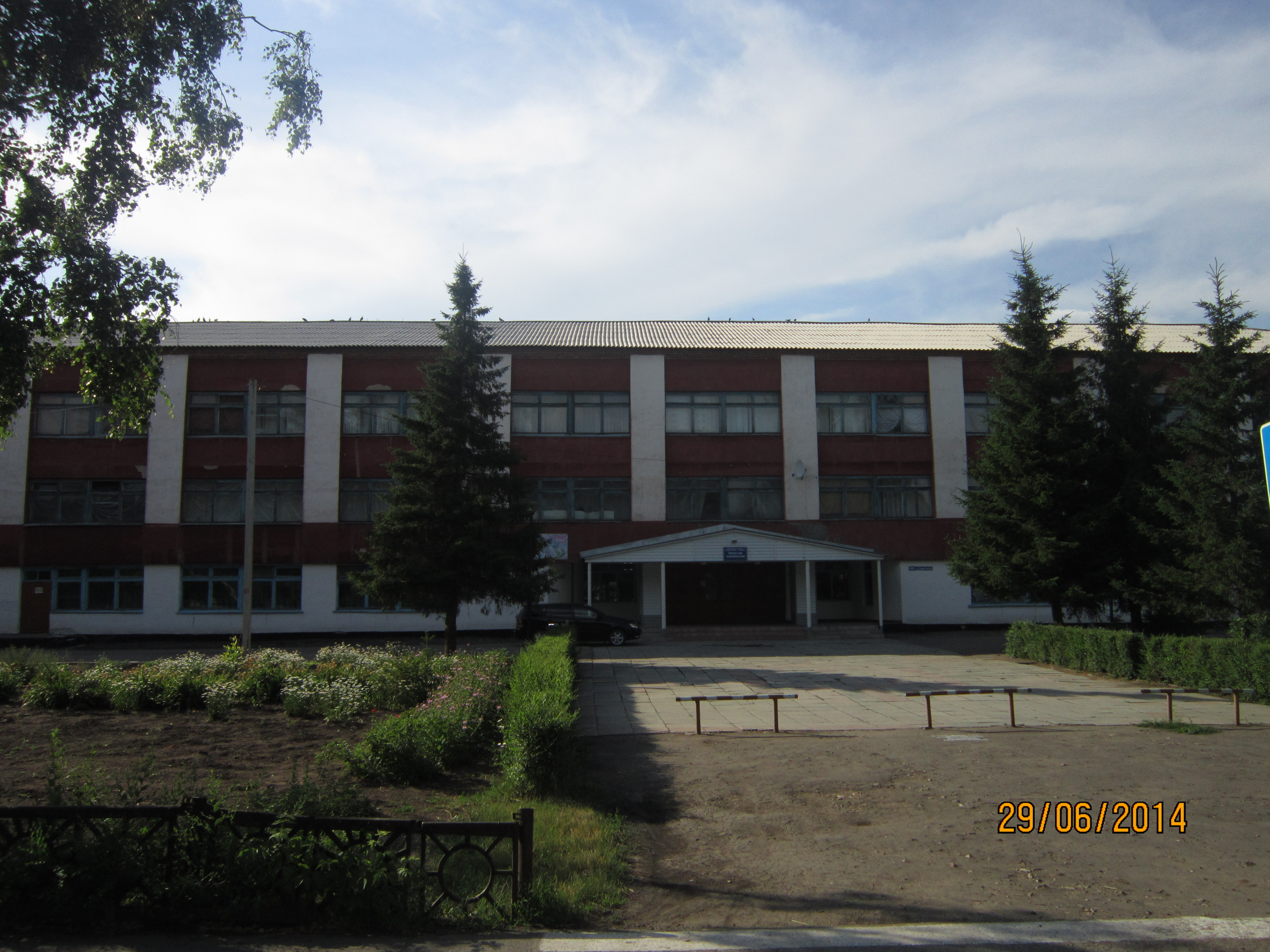
Романовская средняя школа.